# 魔女ジェニファとわたし
『魔女ジェニファとわたし』(Jennifer, Hecate, Macbeth, William McKinley, and Me, Elizabeth) は、 E・L・カニグズバーグ による児童文学である。1967年にアテネウム・ブックスから出版され、翌年英国ではマクミランから『Jennifer, Hecate, Macbeth and Me』というタイトルで出版された。いずれも邦訳とは違い、タイトルに「魔女」という言葉は入っていない。日本語訳は1970年、岩波書店より刊行された（岩波少年文庫への編入は1989年）。
『魔女ジェニファとわたし』は著者の最初の本で、2 冊目の本『クローディアの秘密』と同じ年に出版された。『クローディアの秘密』は、1968 年のニューベリー賞を受賞し、『魔女ジェニファとわたし』もニューベリー名誉賞(Newbery Honor)を受賞し、カニグズバーグは同じ年にこの両方の賞を受賞した唯一の人物となった。
彼女は両方の原稿を編集者のジーン・E・カール に提出し、編集者は両方とも受理した
20世紀アメリカを舞台に、小学5年生のエリザベスと魔女を自称するジェニファの交流が描かれる。

## あらすじ
エリザベスは、9月から始まる新学期の直前に引っ越してきた。一戸建てばかりの町のアパートだ。向かいに小さな農園があり、「別荘」と呼ばれている。持ち主がその一部を市に寄贈し、サメルソン公園と名付けられている。まだ友達はいなくて、一人で学校に行く。途中、木の枝に腰掛けている黒人の少女ジェニファと知り合った。
ハロウインの日 の昼食後、学校に戻る途中でジェニファに出会ったとき、どちらも他に友達がいないので、一緒にハロウインのおふせまいり(トリックかトリートか)をすることにする。ジェニファは巡礼の格好をしているが、自分は普通の女の子に仮装している本物の魔女だと主張する。土曜日のまちあわせの後、ジェニファはエリザベスを魔女見習いとして受け入れ、毎週の会議に課題を課す。「見習いの最初の１週間は…毎日生卵を食べなければならない。そして毎日私にも卵を持ってくること。私のものは固ゆでにして。」そしてセイラム魔女裁判についての本を読むよう勧める。
彼らは学校、図書館、公園、でなければ家と学校の間にある森でのみ会う。エリザベスにとって見習いは難しい。時々彼女はジェニファに腹を立てるが、「ジェニファと知り合う前は、私には誰も友達がいなかった。」
2ヵ月後、エリザベスは、ジェニファから、見習い期間は終わったので、魔女の助手に昇格させると告げられ、丸らなければならない10のタブーを教えられる。エリザベスは、シンシアに呪いをかけてつまずかせるくらいはできていたので、少し優越感に浸る。
２月になって、シンシアから誕生日のパーティに招待される。
ジェニファは招かれず、パーティではケーキを食べないこと、椅子取りゲームには参加しないようにと忠告される。２人は『マクベス』に出てくる魔女に習って、魔法薬を作ることに挑む。『マクベス』の魔女の１人がヘカテである。秘薬はとびぐすりにした。最後の材料は、事前に選択された生きたヒキガエルである。それまで数週間ペットにしていたカエルで、エリザベスはカエルを油で煮込むのに反対し、ジェニファは、あんたは良い魔女になれないといい、破門だと叫ぶ。
魔法薬と彼らの友情は終了する。その後、彼女はヒキガエルに対する愛情が試練の一部だったとに気づく。それからエリザベスは風邪で一週間寝込んでします。
最後にエリザベスは、ジェニファーの父親が通りの向かいにある「別荘」の庭師で、二人は敷地内に住んでいると推測する。エリザベスが誇らしげに手がかりをまとめている間、ジェニファは玄関に向かって歩いている。内心、ジェニファはすぐに笑い、魔女の件はすべてただのごまかしの空想だったと認める。二人の女の子は、「魔女」のふりをするのは止めて、現実に基づいた追求に焦点を当てる普通の友達になる。

## 主な登場人物
エリザベス
小学5年生の平凡な少女。引越してきたばかりでまだ友達がいない。
ジェニファ
エリザベスのクラスメイトとなった黒人の少女。クラスでは孤立気味。ハロウィンの日にたまたまエリザベスと行き合って行動を共にし、親しくなる。

## 着想
カニグズバーグは、自分の子どもたちが「郊外の子どもたち、苦痛のない/苦痛を抱えたな子どもたち」であると認識していた。
彼らの経験は彼女自身のものとはまったく違っていて、フロリダ州ジャクソンビルのバートラム女子学校の元生徒たちに似ていた。彼らは「外側は全く苦痛がないみたいで、内側はしっかりと苦痛を抱えていた。」
彼女はブック・オブ・ジュニア・オーサーズに、 『魔女ジェニファとわたし』は「娘が、家族みんなと1962年にジャクソンビルからニューヨーク州ポートチェスターのアパートに引っ越してきたよそ者だった頃に起こったことを基にしている」と書いている。 

## 論争
カニグズバーグの作品に関するいくつかの論争は、アメリカ合衆国の出版検閲に関係している、と彼女は雑誌「スコラスティック・ティーチャーズ」のインタビューで語った。たとえば、「『魔女ジェニファとわたし』を嫌う人たちがいます...なぜなら、その少女は魔女のふりをしているからです。」

## ドラマ化
この本はNBC 児童劇場の特集「ジェニファと私」になり、1973 年 3 月 3 日に放送された。ピーボディ賞受賞者のジューン・ライグがこの特別番組の製作、監督、脚本を務めた。

## 注記
1. ↑  
ニューベリー賞は 1970 年から 1971 年にかけて開始され、1970 年より前に出版された書籍に対するニューベリー賞は過去を振り返って命名された。